# 古代美索不達米亞宗教

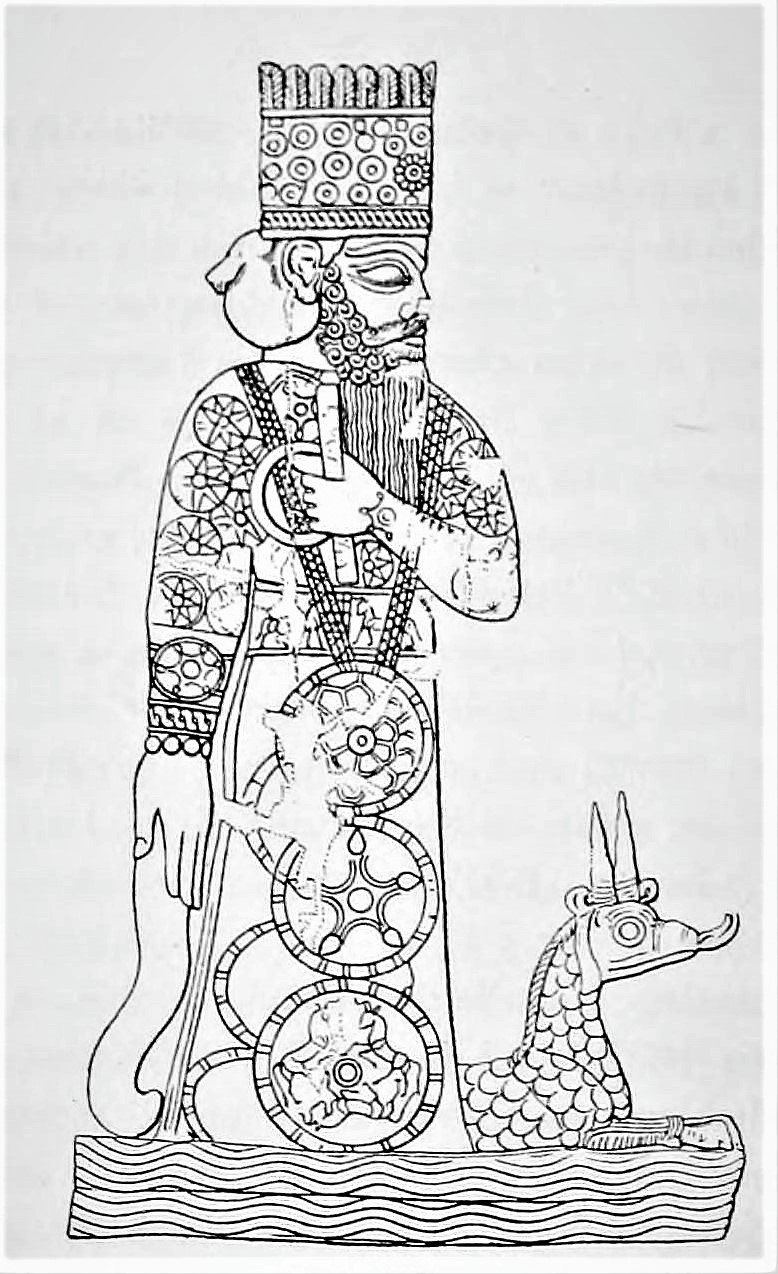
马尔杜克神和他的龙Mušḫuššu

美索不达米亚宗教是古代美索不达米亚文明的原始宗教信仰和习俗，更确切来说，指公元前 6000 年至公元 400 年之间的苏美尔、阿卡德、亚述和巴比伦文明。美索不达米亚的宗教发展和整个美索不达米亚文化，尤其在南部，并没有受到不同民族进入该地区的大幅影响。相反，美索不达米亚宗教是一种连贯一致的传统，在数千年的发展过程中适应了其信徒的内在需求。 
公元六千年前，美索不达米亚就已经发展出最早的宗教思想暗流，这与该地区出现永久定居的时间相吻合。 美索不达米亚宗教的最早迹象可以追溯到公元前四千年中期，与文字的发明相吻合，涉及敬奉提供生计的自然力量的自然崇拜。在公元前 3 千年，崇拜的对象被人格化为具有特定职能的众多神灵。公元前二千年和一千年发展起来的美索不达米亚多神教的最后阶段更加强调个人宗教，构建了众神的君主制等级制度，民族神是万神殿的首领。 随着阿契美尼德帝国时期的伊朗宗教的传播以及美索不达米亚的基督教化，美索不达米亚宗教最终衰落。

## 历史
公元前六世纪上半叶，美索不达米亚的宗教思想开始发展，同时改良的灌溉系统带来了早期的永久定居。由于当时还未发明文字，该地区早期的宗教发展轨迹不为人知。 通常认为的美索不达米亚宗教的最早迹象在公元前 3500 年左右随着文字的发明出现。
美索不达米亚人最初由两个群体组成：说阿卡德语的东闪米特人和说苏美尔语（一种孤立语言）的苏美尔人。这些人是多个城邦和小型王国的成员。当地最早的文明迹象来自于苏美尔人，他们被认为是上美索不达米亚乌拜德时期（公元前 6500 年至公元前 3800 年）文明的奠基人。他们居住在美索不达米亚南部，即众所周知的苏美尔（很久以后的巴比伦尼亚），对阿卡德语使用者及其文化产生了相当大的影响。阿卡德语使用者在公元前 3500 年至公元前 3000 年之间进入该地区，公元前 29 世纪出现了使用阿卡德语名字的君主 。